# François De Coninck
François de Coninck (født 9. august 1902, ukendt dødsdato) var en belgisk roer, som deltog i de olympiske lege 1928 i Amsterdam.
Coninck roede sammen med Léon Flament og styrmand Georges Anthony i toer med styrmand ved OL 1928. I indledende heat kæntrede deres hollandske modstandere, så de kvalificerede sig uden besvær til kvartfinalen. Her tabte belgierne til den franske båd, men gik ikke desto mindre videre til semifinalen, hvor de igen mødte Frankrig og igen tabte. Da den italienske båd i deres kvartfinale mod Schweiz ikke fuldførte, vandt Schweiz uden kamp i semifinalen og senere guldkampen mod Frankrig. Som eneste tabende semifinalist fik belgierne dermed bronzemedaljerne.